# الدفرد (تشيشير)
الدفرد (بالإنجليزية: Aldford)‏ هي قرية وأبرشية مدنية تقع في المملكة المتحدة في إنجلترا. يقدر عدد سكانها بـ 213 نسمة .